# کانال موزامبیک
کانال موزامبیک (به پرتغالی: Canal De Moçambique) آبراهی در غرب اقیانوس هند بین جزیرهٔ ماداگاسکار در شرق و کشور موزامبیک در قارهٔ آفریقا در غرب آن است. این آبراه که در حدود ۱۶۵ میلیون سال پیش در دورهٔ تقسیم قارهٔ بزرگ گوندوانا در زمانی که ماداگاسکار در حال جداشدن از قارهٔ آفریقا بود شکل گرفته‌است طولی در حدود ۱۶۰۰ کیلومتر داشته و پهنای آن از ۴۰۰ تا ۱۰۰۰ کیلومتر متغیر است. همچنین عمق کانال موزامبیک در عمیق‌ترین قسمت به ۳۰۰۰ متر می‌رسد. مجمع‌الجزایر کومورو ورودی شمالی آبراه و جزایر باسا داندیا و اروپا در جنوب آن قرار دارند. این جزایر از اهمیتی استراتژیک برخوردارند و بر سر مالکیت آن‌ها بین فرانسه و ماداگاسکار اختلاف است.ا
کانال موزامبیک آبراهی مهم برای کشتیرانی در شرق آفریقاست و تمامی رودهای مهم ماداگاسکار به آن می‌ریزد. بندرهای ماهاجانگا و تولیاری در این ساحل واقع شده‌اند و در ساحل مقابل، دهانهٔ رود زامبزی قرار دارد و بندرهای ماپوتو، موزامبیک و بیرا در آنجا واقع شده‌است. همچنین جریان‌های اقیانوسی مهمی همچون جریان موزامبیک و جریان اگالس از این تنگه می‌گذرد.

## گسترده
سازمان بین‌المللی هیدروگرافی (IHO) محدوده کانال موزامبیک را به شرح زیر تعریف می کند: 
در شمال. یک خط از در خور رودخانه Rovuma ( ۱۰°۲۸′ جنوبی ۴۰°۲۶′ شرقی / ۱۰٫۴۶۷°جنوبی ۴۰٫۴۳۳°شرقی ) تا راس تیم Habu، نقطه شمالی ایل گراند کومور ، شمالی از کومور (کومورو) جزایر ، به درپوش D AMBRE (کهربا) اندام شمال ماداگاسکار ( ۱۱°۵۷′ جنوبی ۴۹°۱۷′ شرقی / ۱۱٫۹۵۰°جنوبی ۴۹٫۲۸۳°شرقی ).
در شرق. ساحل غربی ماداگاسکار.
در جنوب. یک خط از درپوش در Sainte-Marie ، افراطی جنوبی ماداگاسکار به ها Ponto انجام اورو در سرزمین اصلی ( ۲۶°۵۳′ جنوبی ۳۲°۵۶′ شرقی / ۲۶٫۸۸۳°جنوبی ۳۲٫۹۳۳°شرقی ).
در غرب سرزمین اصلی آفریقای جنوبی.
با وجود اینکه به عنوان IHO به عنوان ساحل آفریقای جنوبی تعریف می شود ، محدودیت غربی کانال به درستی به عنوان ساحل آفریقای جنوبی یا به طور خاص موزامبیک تعریف شده است . 

## جزایر موجود در کانال

### کومور
- گراند کورور
- مولی
- آنجوان

### فرانسه
- منطقه فرانسه : مایوت (ادعا شده توسط کومور )
- سرزمینهای جنوبی و قطب جنوب فرانسه ، منطقه جزایر پراکنده در اقیانوس هند : 
  - Banc du Geyser (ادعا شده توسط ماداگاسکار و کومور )
  - جزیره خوان د نوا (ادعا شده توسط ماداگاسکار )
  - جزیره اروپا (ادعا شده توسط ماداگاسکار )
  - Bassas da هند (ادعا شده توسط ماداگاسکار )

### موزامبیک
Archipelago Primeiras و Segundas 

## تاریخ
کانال موزامبیک یک نقطه جنگ جهانی دوم در طول نبرد ماداگاسکار بود . 